# Stewart-sziget
A Stewart-sziget (angolul Stewart Island, maori nyelven Rakiura) Új-Zéland legdélibb szigete. A Déli-szigettől a 30 km széles Foveaux-szoros választja el. 2013-ban 381 lakosa volt, többségük az Oban településen élt. A sziget 85%-a a 2002-ben alapított Rakiura Nemzeti Parkhoz tartozik. Számos madárfaj él itt, például kivifélék vagy az új-zélandi kaka.
A sziget legmagasabb csúcsa a Mount Anglem (980 méter).
A sziget délnyugati sarkán található a Délnyugati-fok, ami az új-zélandiak „kontinentális” területnek tekintett három fő sziget, az Északi-, a Déli- és a Stewart-sziget legdélebbi pontja.

## Elnevezése és története
Eredeti maori neve, a Te Punga o Te Waka a Maui, aminek jelentése: „Maui kenujának horgonya”, a maori eredetmondából származik, amely szerint Maui, a félisten halászta ki a tengerből a hatalmas halat, ami az Északi-sziget lett, kenujából, ami a Déli-sziget volt, és ez utóbbit rögzítette a mai Stewart-sziget, mint horgonykő. A maorik később a Rakiura nevet használták a szigetre, ami izzó vagy vöröslő eget jelent. Ennek eredete valószínűleg abban rejlik, hogy a naplementék nagyon színesek a szigeten. Más elmélet szerint az időnként megjelenő aurora australisban, az északi fénynek megfelelő déli sarki fényben keresendő a név forrása.
Régészeti leletek már a 13. századtól kezdődő jeleit mutatták a legalábbis időszakos maori jelenlétnek a szigeten. Inkább csak vadászterületnek használták a szigetet, mert éghajlata nem kedvezett az állandó letelepedésüknek, például egyik legfontosabb mezőgazdasági terményük, az édesburgonya nem terem meg itt.
Az európai utazók közül elsőként James Cook látta meg a szigetet 1770-ben, de azt hitte, hogy az az új-zélandi Déli-sziget nyúlványa, így is rajzolta fel térképére és Déli-foknak nevezte el. A sziget mai nevét William W. Stewartról kapta, aki a Pegasus nevű ausztráliai hajó első tisztjeként járt erre egy fókavadász-expedíció során, először 1809-ben, majd több alkalommal. Ő bizonyította be, hogy szigetről van szó, ő térképezte fel a partvonalát, és ő fedezte fel azt a természetes kikötő-öblöt a sziget délkeleti oldalán, amit hajójáról Port Pegasusnak nevezett el. A 19. század elején aztán angol és amerikai fókavadászok néhány évtized alatt szinte teljesen kipusztították a partok állatállományát. Később a bálnavadászok létesítettek parti telepeket.
A szigetet 1940-ben nyilvánították formálisan angol gyarmati területté. 1864-ben a gyarmati hatóságok 12 000 fontért megvásárolták azt a maoriktól. Jelentős fakitermelés indult, ami egészen az 1930-as évekig tartott.
A 20. század nagy részében a sziget hivatalos és a hétköznapokban használt neve egyaránt „Stewart Island” volt. 1998-ban a bennszülöttekkel történt megegyezés nyomán – sok más új-zélandi helynévhez hasonblóan – a hivatalos névbe felvették a maori elnevezést is, így annak teljes formája „Stewart Island/Rakiura” lett.

## Fordítás
- Ez a szócikk részben vagy egészben a Stewart Island című angol Wikipédia-szócikk ezen változatának fordításán alapul.  Az eredeti cikk szerkesztőit annak laptörténete sorolja fel. Ez a jelzés csupán a megfogalmazás eredetét és a szerzői jogokat jelzi, nem szolgál a cikkben szereplő információk forrásmegjelöléseként.
- Ez a szócikk részben vagy egészben a Stewart Island című német Wikipédia-szócikk ezen változatának fordításán alapul.  Az eredeti cikk szerkesztőit annak laptörténete sorolja fel. Ez a jelzés csupán a megfogalmazás eredetét és a szerzői jogokat jelzi, nem szolgál a cikkben szereplő információk forrásmegjelöléseként.